# Chathamsydhake
Chathamsydhake (Petroica traversi) är en utrotningshotad tätting i familjen sydhakar som enbart förekommer i Chathamöarna utanför Nya Zeeland.

## Utseende och läten
Chathamsydhaken är en 15 cm lång, helsvart fågel med kort och slank näbb. Den har svart näbb och brunsvarta fötter med gula sulor. Könen är lika men honan är något mindre. Hanens sång beskrivs som en enkel fras med fem till sju toner medan locklätet är fylligt och distinkt.

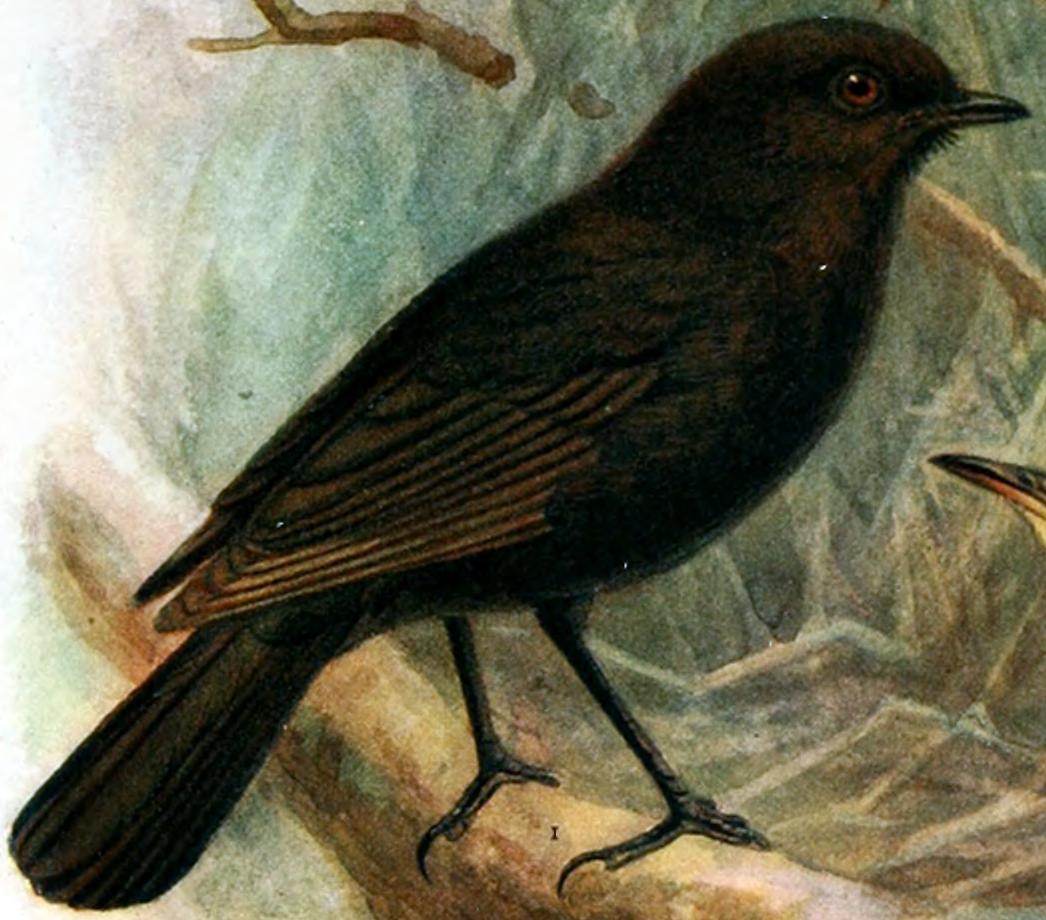

## Utbredning och status
Fågelns utbredningsområde är begränsat till Little Mangere Island och Rangatira Island i Chatham öarna utanför Nya Zeelands kust. Fågelns flygförmåga är något reducerad jämfört med andra tättingarter. Den påverkades starkt när däggdjur introducerades till Nya Zeeland och försvann från de övriga Chathamöarna innan 1871. Populationerna på Mangere och Rangatira härrör från en enda överlevande hona, "Old Blue", och ett litet antal hanar, som med människans hjälp givit upphov till dagens starkt inavlade population. IUCN kategoriserar arten som sårbar.

## Namn
Fågelns vetenskapliga artnamn hedrar Henry Hammersley Travers (1844-1928), nyzeeländsk naturforskare och samlare av specimen.